# Дуглас, Уильям Орвилл
Уильям О. Дуглас (англ. William O. Douglas, полное имя Уильям Орвилл Дуглас, англ. William Orville Douglas; 16 октября 1898 — 19 января 1980) — американский юрист и политик, наиболее известный как судья Верховного суда США в 1939—1975 годах. Кроме того, Дуглас возглавлял Комиссию по ценным бумагам и биржам с 1937 по 1939 год, а в 1944 и 1948 годах был одним из потенциальных кандидатов в вице-президенты США от правящей Демократической партии.
Уильяму О. Дугласу принадлежат несколько рекордов среди членов Верховного суда США: он дольше всех занимал эту должность (36 полных лет), написал больше всего книг (около 30), а также наибольшее количество раз вступал в брак (четыре) и разводился (три). Кроме того, его относили к числу самых либеральных и наиболее приверженных гражданским свободам судей Верховного суда.

## Биография
Некоторые факты из юности Дугласа, известные по его собственным заявлениям, были впоследствии подвергнуты сомнению или вовсе опровергнуты его биографами.

### Юность
Уильям О. Дуглас родился 16 октября 1898 года в тауншипе Мейн штата Миннесота. Воспитывался своей овдовевшей матерью в городе Якима штата Вашингтон. Отец Дугласа, странствующий проповедник, умер, когда Уильям был ещё ребёнком. Сам Дуглас утверждал, что его мать была бедной, но автор его биографии Брюс Аллен Мерфи относит её к среднему классу. В детстве страдал от полиомиелита (по собственным словам) или от кишечных колик (по заявлению его биографа).
Закончив Уитменский колледж, Дуглас поступил в Колумбийскую школу права и окончил её в 1925 году. С 1928 года и до выдвижения в Комиссию по ценным бумагам и биржам преподавал в Йельской школе права, стал стерлингским профессором.

### Верховный суд США

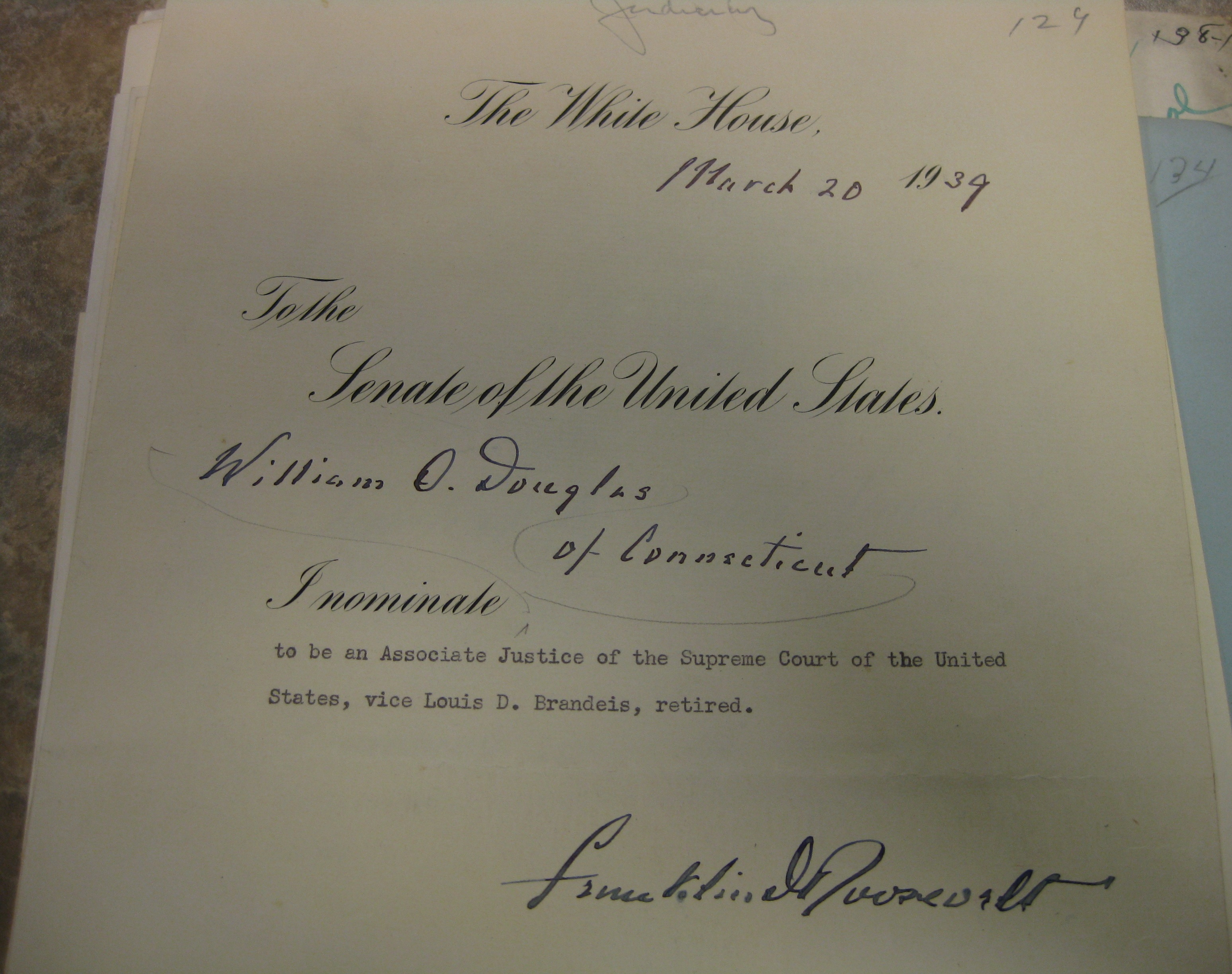
Выдвижение Дугласа Рузвельтом в Верховный суд США

В 1936 году президент Франклин Делано Рузвельт назначил его членом Комиссии по ценным бумагам и биржам, а в 1937 году Дуглас возглавил Комиссию. Вскоре он попал на обложку журнала Time. После ухода в отставку члена Верховного суда США Луи Брэндайса, предложившего на своё место Дугласа, Рузвельт выдвинул его на освободившуюся должность в марте 1939 года, и вскоре кандидатура Уильяма О. Дугласа была утверждена Сенатом.

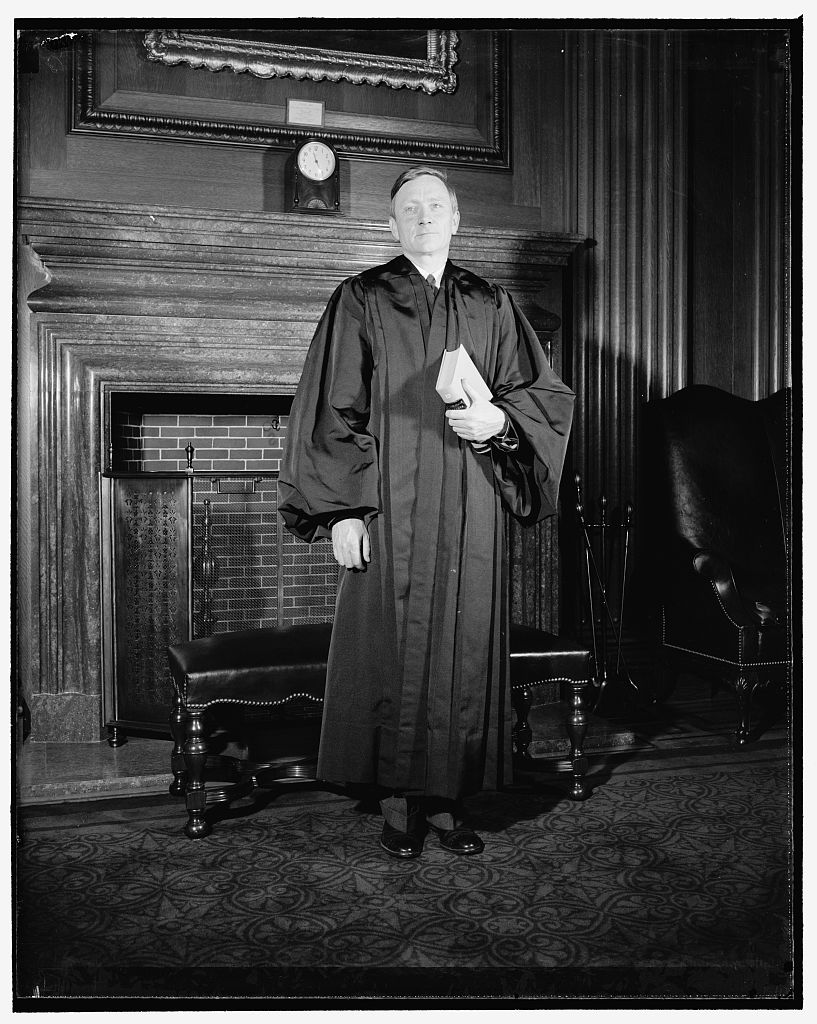
Судья Уильям О. Дуглас

В 1944 году в деле «Коремацу против Соединённых Штатов» Дуглас присоединился к большинству судей Верховного суда, посчитавшему законным интернирование японцев в США, однако впоследствии он активно защищал права и свободы личности. В начале и в конце своего срока он часто выступал с особым мнением, но в эпоху председательства Эрла Уоррена в Верховном суде Дуглас был частью либерального большинства. В 1963 он написал решение Верховного суда в деле «Брэйди против Мэриленда», по которому сокрытие обвинением улик, выгодных для обвиняемого, нарушает надлежащее судебное разбирательство. В 1965 году Дуглас стал автором решения по делу «Грисвольд против Коннектикута», отменившего запрет на использование контрацептивов для женатых пар. К концу своего пребывания в должности Дуглас выступал с особым мнением в 40 % дел, и в большинстве этих случаев никто к его мнению не присоединялся. Многие его особые мнения были с заметным уклоном в сторону поддержки гражданских свобод. Известны случаи, когда Дуглас издавал судебное постановление о временной приостановке военных действий США во вьетнамской войне, после чего восемь его коллег быстро и единогласно отменяли это постановление. Сам Дуглас к числу наиболее важных судебных решений, в которых он принял участие, относил «Браун против Совета по образованию» и дело 1964 года, посвящённое принципу «один человек — один голос».
В 1944 году Рузвельт рассматривал Дугласа как одного из потенциальных кандидатов в вице-президенты, но в конце концов напарником президента на выборах стал сенатор Гарри Трумэн. После переизбрания Рузвельта и последовавшей в 1945 году его смерти Трумэн, ставший президентом США, предложил Дугласу стать его кандидатом в вице-президенты на выборах 1948 года, но тот отказался.
Дугласу несколько раз пытались вынести импичмент. Первая попытка была предпринята в 1953 году, когда он приостановил исполнение смертного приговора Розенбергам. Вторая произошла в 1966 году, когда он развёлся в третий раз и женился на Кэтлин Хеффернан, которая была моложе его на четыре десятка лет (по другим данным, вторая попытка была связана с предложением Дугласа улучшить отношения США с коммунистическим Китаем в качестве противовеса СССР; впоследствии эту идею осуществил Ричард Никсон). Наконец, третью и наиболее серьёзную попытку импичмента, вызванную сомнительными платежами Дугласу и отчасти политическими причинами, предпринял в 1970 году Джеральд Форд, на тот момент лидер меньшинства в Палате представителей США.

### Последние годы
Дуглас ушёл в отставку в 1975 году по состоянию здоровья. В качестве его преемника Джеральд Форд, к тому времени уже занимавший должность президента, назначил Джона Пола Стивенса. Стивенс — консерватор, который впоследствии стал лидером либерального крыла Верховного суда — подобно своему предшественнику, долго (почти 35 лет) проработал в высшей судебной инстанции США и ушёл в отставку в 2010 году.
Уильям О. Дуглас умер 19 января 1980 года и был похоронен на Арлингтонском национальном кладбище. На его надгробии он описан как судья Верховного суда и как рядовой Армии США, однако Мёрфи высказал сомнение, что 10-недельная служба Дугласа в армейском корпусе подготовки студентов Уитменского колледжа даёт ему ветеранский статус. Сам Дуглас заявлял, что три месяца воевал в Европе в качестве армейского рядового, но это не соответствует действительности.

## Семья

Уильям О. Дуглас и его сын Билл-младший вскоре после назначения Дугласа-старшего в Верховный суд. 17 апреля 1939

Первая жена Дугласа, Милдред Риддл, была старше его на шесть лет. У них было двое детей, Билл-младший и Милли (Милдред). В 1953 году Уильям и Милдред развелись. Когда бывшая жена Дугласа умерла в 1969 году после долгой болезни, он узнал об этом лишь полгода спустя из-за его непростых отношений с детьми. В 1951 году Дуглас начал ухаживать за Мерседес Дэвидсон, они поженились в 1954 году. В 1961 году он завёл роман со студенткой Аллегейни-колледжа Джоан Мартин, которая писала посвящённую ему дипломную работу. В 1963 году Уильям О. Дуглас развёлся с Мерседес и вскоре женился на Джоан. На момент заключения этого брака ему было 64 года, а ей — 23. В 1965 году он порвал с Джоан, стал встречаться с Эленой Леонардо, а затем встретил 22-летнюю официантку Кэтлин Хеффернан. В 1966 году он развёлся с Джоан и женился на Кэтлин.
Дети и бывшие жёны Дугласа плохо отзывались о нём как о семьянине. Так, Билл-младший отмечал холодность и враждебность отца; Милли жаловалась на его частую раздражительность по отношению к ним, после которой он несколько дней не разговаривал с детьми, и на то, как он обращался с их матерью; Мерседес характеризовала Уильяма как неуверенного в себе; Джоан говорила, что он не уделял ей внимания и часто избивал её. В 1965 году в своём решении по делу «Грисвольд против Коннектикута» (см. выше) Дуглас написал часто цитируемую фразу об интимности и святости брака, а через несколько недель бросил свою третью жену Джоан.
Дугласу принадлежит рекорд по количеству браков и разводов среди судей Верховного суда США.

## Наследие и оценки

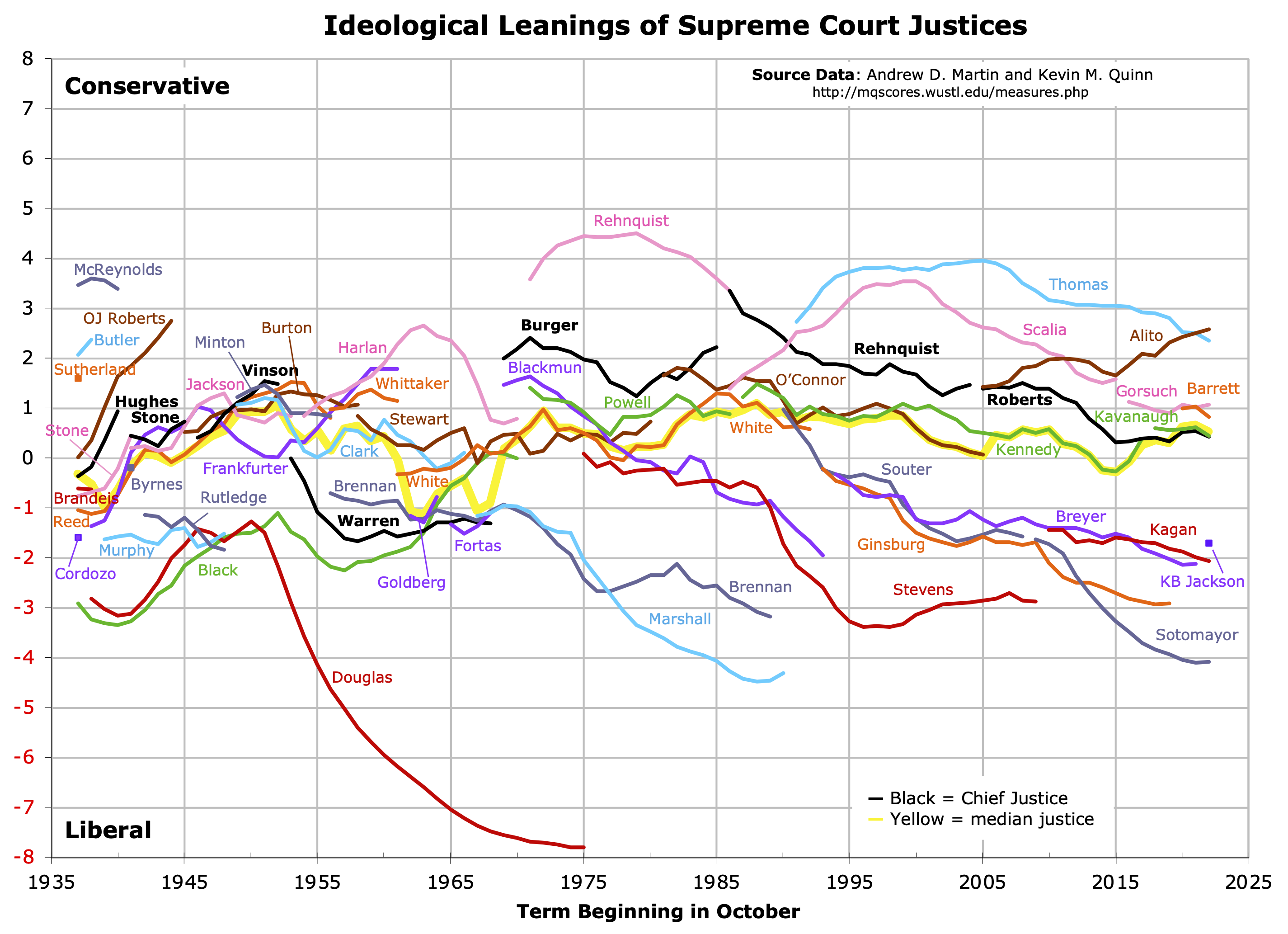
Дуглас (красная линия слева внизу) и другие члены Верховного суда США с 1937 по 2020 на шкале Мартина-Куинна. Вертикальная ось показывает степень консервативности судей: меньшим значениям соответствует более либеральная идеология судьи

После отставки Уильяма О. Дугласа журнал Time назвал его «наиболее доктринёрским и преданным гражданским свободам» судьёй за всю историю Верховного суда и отметил, что его решения защищали свободу слова и конституционные права личности. Дугласа оценили как наиболее либерального из всех членов Верховного суда с 1937 года по шкале Мартина-Куинна. Отмечали его сильную приверженность свободе слова, правам личности, а также праву государства регулировать экономику.
Дугласа критиковали за небрежность, политизированность при составлении судебных решений (в первую очередь особых мнений) и опору при их написании на свои эмоции вместо правового анализа. Он часто писал решения самостоятельно, не полагаясь на своих клерков, а некоторые решения составлял за 20 минут, что сказывалось на их качестве. Многие бывшие клерки Дугласа в Верховном суде критически отзывались о его личности. Дуглас находился во враждебных отношениях с Феликсом Франкфуртером, своим коллегой по Верховному суду.
Дуглас любил природу и прилагал усилия для её охраны как в Верховном суде, так и вне его. Так, в 1954 году он организовал 185-мильный пеший поход по бечевнику вдоль канала «Чесапик — Огайо», чтобы предотвратить строительство шоссе на его месте, а в последнюю ночь похода создал комитет по спасению канала. В результате похода Дугласа и усилий его комитета в 1971 году канал получил статус национального исторического парка. Кроме того, Дуглас написал несколько путеводителей, а в 1962 году получил медаль Одюбона. С февраля по декабрь 1980 года Национальный Арктический заповедник носил имя Дугласа, поддержавшего в 1950-х годах призыв придать этой местности статус охраняемой.
Актёр Харрис Юлин сыграл Дугласа в фильме «Главный бой Мухаммеда Али».
Уильяму О. Дугласу принадлежит несколько юридических рекордов среди членов Верховного суда США. Так, он занимал свою должность более 36 лет, а за это время написал свыше 30 книг (за одну из них, The Right of the People, он получил премию Джорджа Полка). В 1944 году он нанял в качестве клерка Люсиль Ломен — первую женщину-клерка в Верховном суде.